# 증장천왕
증장천왕(增長天王, 산스크리트어: विरूढक 비루다카)은 수미산 중턱 남쪽에 있는 유리 지방을 관장하는 사천왕이다. 비루인천왕이라고도 한다.

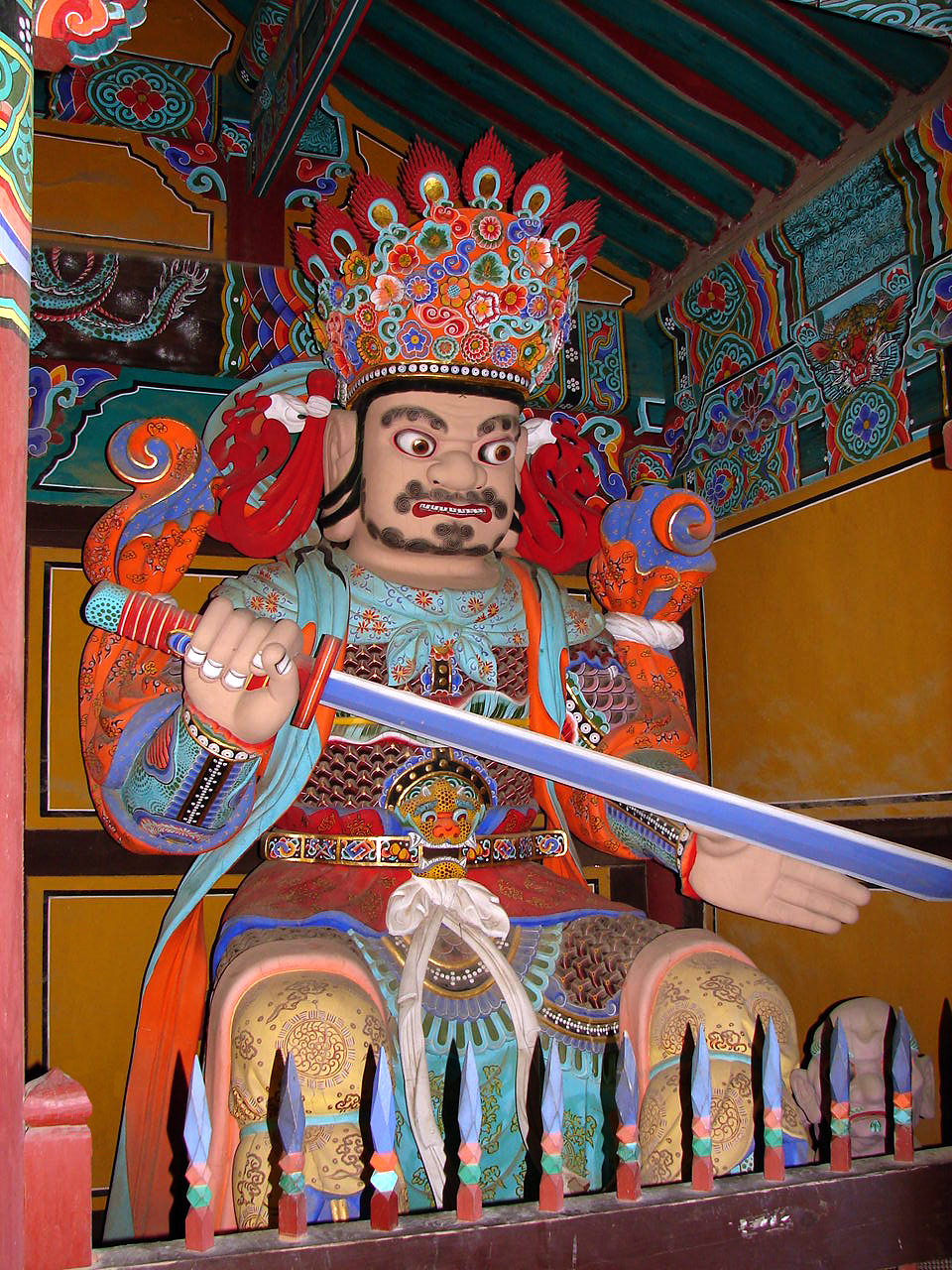
범어사 일주문과 불이문 사이에 있는 천왕문의 증장천왕 상

## 유래
자꾸 늘어난다 또는 넓어진다는 뜻을 한자로 번역해서 늘릴 증(增), 길 장
을 써서 증장이라고 한다. 중생의 이익을 넓고 길게 만드는 천왕이라는 뜻이다.

## 설명
굼반다와 프레타를 거느리는데, 굼반다는 배가 부르고 욕심이 많은 아귀로 비사사와 같이 사람의 정기를 빨아 먹는 귀신이며, 프레타는 죽은 사람들의 영혼을 주무르며 6악도라 부르는 중생들이 거처하는 아귀를 말한다. 아들은 91명으로 인드라라고 부른다.

## 모양
다라니 집경에서는 왼손은 펴서 칼을 잡고, 오른손에는 창을 잡는다고 한다. 오른손을 허리에 대고 왼손에 창을 잡거나 칼을 잡는다고도 한다.